# ローヤルトップ
ローヤルトップ（Royal Top）は、名古屋牛乳が製造・販売する栄養炭酸ドリンク。主に東海地方で愛飲されている。

## 概要
瓶入りの栄養ドリンクで内容量は180ミリリットル。1本あたり9グラムの蜂蜜が入っておりミネラルが豊富で、爽やかな甘さが特徴。瓶には、蜂のイラストが描かれている。

### 栄養成分
主にビタミンC，ビタミンB2（リボフラビン）、ビタミンB6などが入っている。

## その他
月刊アクションに掲載されているシキザクラに登場し話題を呼んだ。
ラブライブ！スーパースター!! Liella! 2nd LoveLive! ～What a Wonderful Dream!!～ 名古屋公演の幕間映像に登場した。
2023年（令和5年）4月17日から名古屋牛乳の本社ビル玄関横にローヤルトップの自動販売機が設置されている。